# Савино (Марий Эл)
Са́вино (луговомар. Савин) — деревня в городском округе «Город Йошкар-Ола» Республики Марий Эл (Россия). Входит в состав Семёновского территориального управления с центром в селе Семёновке.
Численность населения — 1553 человек (на 2018 год).

## География
Расположено на берегах ручья Сарбатиха (бывшая река Самара). Находится в 2 км к востоку от села Семёновки и в 7,5 км на восток от города Йошкар-Олы, столицы республики. Ближайшие населённые пункты — село Семёновка, посёлок Знаменский и деревня Данилово.

## История
Название деревни произошло от имени первопоселенца Савы.
В 1723 году в поселении было 12 дворов (10 жилых), проживали 48 мужчин (русские, дворцовые крестьяне, занимавшиеся земледелием и животноводством, некоторые — бортничеством). К 1795 году население деревни увеличилось: 34 двора, 86 мужчин, 104 женщины. Деревня входила в Дворцовую волость Царёвококшайского уезда Казанской губернии.
В 1859 году имелось 46 дворов, проживало 115 мужчин, 131 женщина.
В 1879 году в деревне насчитывалось 48 дворов, 245 человек, из них 115 мужчин и 130 женщин, в основном занятых земледелием, животноводством, ткачеством, рубкой и пилением леса, портняжным делом. Деревня входила в Вараксинскую волость Царевококшайского уезда.
В конце XIX — начале XX века в деревне проживали лесопромышленники братья Чулковы, которые занимались рубкой леса и лесосплавом по рекам Малая Кокшага, Волга до Казани, Царицына, Астрахани.
Также в эти годы в деревне проживал известный архимандрит Аверкий Иерапольский, который в дальнейшем занимался апостольским богослужением в Корее, Китае и на Ближнем Востоке. Согласно преданиям, в 1915 году Аверкий вернулся и построил часовню в деревне Савино. По другим данным, она построена на средства протоирея Иоанна Кронштадтского. В 1918 году после смерти Аверкий был погребён в склепе церкви Рождества Пресвятой Богородицы в селе Семёновка.
В 1911 году открылось смешанное земское училище, которое в последующем станет школой I ступени. Училище представляло собой деревянное здание из двух комнат, в котором в 1919 году обучалось 33 человека (24 мальчика и 9 девочек). Училище имело свою библиотеку.
В годы первой мировой войны в 1916 году в деревне проживало 21 семейство беженцев из Холмской губернии (Польша).
В 1931 году был образован колхоз «Смена». В колхозе насчитывалось 80 хозяйств, 1 овцеводческая ферма, имелось 35 лошадей.
В 1934 году в деревне открыли школу-интернат для слепых. Первоначально она располагалась в двухэтажном доме бывшего лесопромышленника Ивана Васильевича Чулкова.
В 1943 году в деревне создали учебно-производственные мастерские для ослепших инвалидов Великой Отечественной войны. В этом же году при мастерских была создана Савинская производственная первичная организация ВОС.
В 1952 году восточнее деревни отчуждены земли в количестве 400 га для дислокации воинских частей и военного аэродрома Данилово. В связи с началом дислокации воинских частей, расширением материально-технической базы учебно-производственных мастерских ВОС в деревне в 1950-е годы были построены 3 пятиэтажных, 2 двухэтажных жилых дома, магазины, библиотека, детский сад, фельдшерско-акушерский пункт, заводские цехи управления общества слепых.
По итогам переписи 15 января 1959 года, в деревне проживало постоянно 493 человека (из них 212 мужчин, 281 женщина).
В 1973 году в деревне открыт Савинский дом-интернат для умственно отсталых детей.
В 2002 году в деревне по данным текущего учёта насчитывалось 73 двора, 460 хозяйств, 1445 жителей, в том числе мужчин — 625, женщин — 820 человек. По данным переписи — 1566 человек (русские — 52 %, марийцы — 39 %).
В 2002 году появилась новая улица Ключевая.
В 2010 году — 1542 человека (731 мужчина, 811 женщин).
Деревня газифицирована, имеется водопровод, канализация. Есть фельдшерско-акушерский пункт, 2 магазина. В деревне располагаются воинские части лётного подразделения пограничных войск и Ракетных войск стратегического назначения.

## Население
| 2010 | 2012  | 2015  | 2016  | 2017  | 2018  |
| ---- | ----- | ----- | ----- | ----- | ----- |
| 1542 | ↘1497 | ↗1553 | ↘1534 | ↘1467 | ↗1553 |

## Образование
Дети посещают школы Семёновки и Йошкар-Олы.
- Детский сад № 3 «Сказка». Основан в 1990 году. 142 воспитанника[11].
- Савинская специальная (коррекционная) общеобразовательная школа-интернат для обучающихся, воспитанников с ограниченными возможностями здоровья III, IV вида (для слепых и слабовидящих детей). Образована 4 ноября 1934 года. 150 учащихся[12].
- Савинский детский дом-интернат умственно отсталых детей. Построен в 1973 году[13].

## Транспорт
В деревне шесть улиц: Школьная, Микрорайон, Садовая, Ключевая, Первомайская, Центральная. Улицы заасфальтированы.
В 1,5 км к северу от деревни проходит автодорога регионального значения Йошкар-Ола — Уржум. В 4 км к востоку от города проходит объездная дорога города Йошкар-Олы.

### Общественный транспорт
В деревне имеется остановка общественного транспорта «Савино», которая является частью сети общественного транспорта Йошкар-Олы. Является конечной остановкой для маршрутного такси № 16к (Савино — Медведево).

## Религия
- Часовня святого пророка Илии. Согласно преданиям, построена в 1915 году при участии Аверкия Иерапольского (в миру Андрей Котомкин). По другим сведениям, была построена на средства протоирея Иоанна Кронштадтского. В годы Великой Отечественной войны часовня была частично разрушена, здание обгорело. В 1990-е годы была отреставрирована и открылась в 1995 году[15].

## Знаменитые уроженцы
- Аверкий Иерапольский (в миру Андрей Котомкин) — архимандрит, проходивший службу в восточной миссии Русской Православной Церкви.
- Александр Ефимович Котомкин-Савинский — российский поэт, гусляр, складатель, драматург.